# Surrend
Onder de naam Surrend werken de Deense kunstenaars Jan Egesborg en Pia Bertelsen samen. De groep is in 2006 opgericht en trekt de aandacht door politiek incorrecte provocatieve kunst.
De groep werd opgericht naar aanleiding van het overlijden van Slobodan Milošević. Een van de eerste wapenfeiten was het plaatsen van een 'steunadvertentie' voor de Iraanse president Ahmadinejad in de Tehran Times in december 2006. De beginletters van de advertentie vormden echter het woord SWINE (zwijn).
Surrend was actief met stickeracties in diverse landen, waaronder Sri Lanka, Duitsland (over een 'aardappeloorlog' met Polen) en Wit-Rusland. In 2008 werd in Berlijn een tentoonstelling met hun werk georganiseerd onder de noemer Surrend:ZOG, waarbij ZOG staat voor Zionist Occupied Government, een term van Amerikaanse neo-nazi's. Bij deze tentoonstelling worden zowel joden als moslims op de hak genomen. 